# غريغ بيج
غريغ بيج (بالإنجليزية: Greg Page)‏ هو مغني أسترالي، ولد في 16 يناير 1972 في سيدني في أستراليا.

## وصلات خارجية
- الموقع الرسمي
- غريغ بيج على موقع IMDb (الإنجليزية)
- غريغ بيج على موقع ميوزك برينز (الإنجليزية)
- غريغ بيج على موقع إن إن دي بي (الإنجليزية)
- غريغ بيج على موقع ديسكوغز (الإنجليزية)
- غريغ بيج على موقع قاعدة بيانات الفيلم (الإنجليزية)